# Fröjered
Fröjered is een plaats in de gemeente Tidaholm in het landschap Västergötland en de provincie Västra Götalands län in Zweden. De plaats heeft 197 inwoners (2005) en een oppervlakte van 42 hectare.